# The Girls of the Ghetto
The Girls of the Ghetto er en amerikansk stumfilm fra 1910.

## Medvirkende
- Marie Eline
- Anna Rosemond